# Хофман фон Фалерслебен (награда)
Международната литературна награда „Хофман фон Фалерслебен“ (на немски: Hoffmann-von-Fallersleben-Preis) е учредена през 1999 г. от Дружество Хофман фон Фалерслебен във Волфсбург в памет на политическия поет от движението Млада Германия Аугуст Хайнрих Хофман фон Фалерслебен. Отличието се присъжда на всеки две години на обществено-критични писатели, „чието литературно, историческо или публицистично творчество в своята същност разкрива самостоятелно мислене или подтиква други към такова“.
Наградата е в размер на 16 000 €.

## Носители на наградата (подбор)
- Петер Рюмкорф (2000)
- Тимоти Гартън Аш (2002)
- Ханс Йоахим Шедлих (2004)
- Валтер Кемповски (2006)
- Гюнтер де Бройн (2008)
- Херта Мюлер (2010)
- Юли Це (2014)[2]
- Герхард Рот (2016)